# Кармельтацит

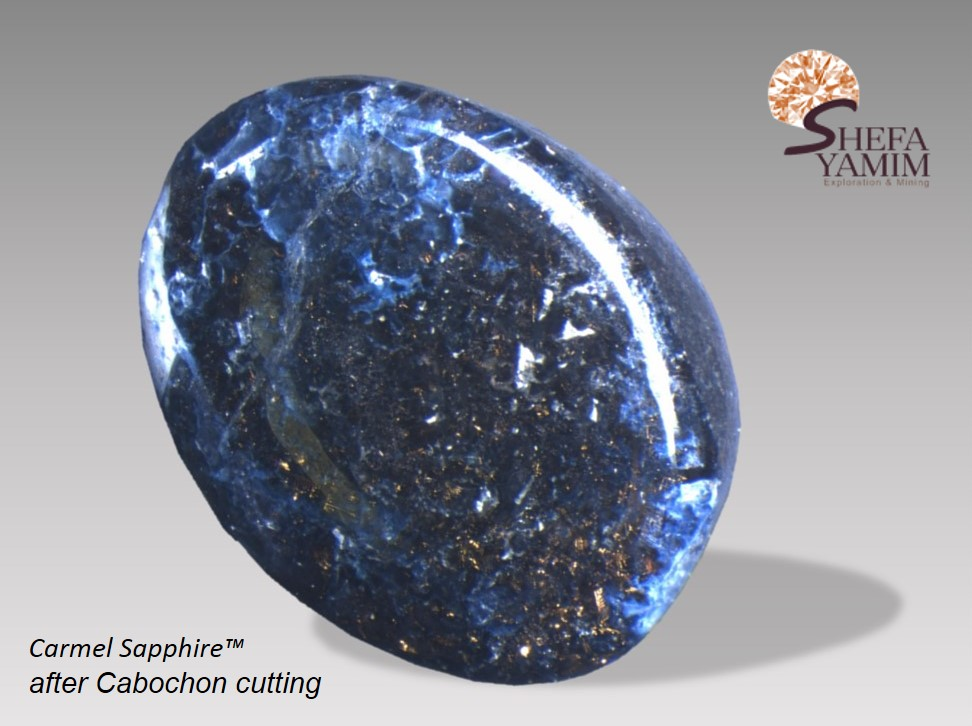
Кармельський сапфір

Кармельтацит — рідкісний природний оксид. Його перше відкриття на Землі було оголошено в 2019 році після того, як його знайшли в долині Зевулон в Ізраїлі. Хімічна формула кармельтациту: ZrAl2Ti 4O11.
Комісія з нових мінералів і назв мінералів Міжнародної мінералогічної асоціації схвалила реєстрацію мінералу за заявкою 2018-103. Назва є поєднанням місця його виявлення (гора Кармель) і основних елементів (титану, алюмінію та цирконію).  Він має властивості, подібні до альєндеїту.